# Castello di Ozegna
Il Castello di Ozegna è un antico castello situato nel comune di Ozegna in Piemonte.

## Storia
Il castello si erge nel centro di Ozegna, piccolo comune del Canavese e, più precisamente occupa il quarto di nord-ovest dell'antico ricetto di Ozegna.
Le origini di Ozegna sono incerte; secondo i principali studiosi, la fondazione potrebbe essere avvenuta nel IV secolo d.C., opera di Flavio Eugenio, imperatore dell’Impero Romano di Occidente, prendendo il suo nome; nome che poi si sarebbe trasformato in Augenia, poi Eugenia, poi Usenia, poi Ozena e infine Ozegna; non vi sono comunque reperti archeologici o documenti che possano testimoniare una Ozegna, prima dell'XI secolo.
La prima citazione scritta su Ozegna la si trova in un documento dell’Archivio Vescovile di Ivrea del 15 settembre 1094: atto con cui Uberto, conte del Canavese donò alla Chiesa di S. Maria di Ivrea e alla Chiesa del Salvatore in Torino, il Castello di san Giorgio e altri feudi tra cui "Lusilam (oggi Lusigliè), sine Ozena (oggi Ozegna)”: «Ideoque ego qui supra Ubertus dono in eodem eclesie Sancte Marje per miso episcopo Ogerio adque preposito canonice Domini Saluatorjs que est constructe infra eiuitate Taurjui; nominative castro uno qui uoeatur Sancti Gorcij. et villas que ad ipsum castrum pertinet. Coceli; et Cevarjo; et Corterezo. et Cicuno; et Lusilam. sine Ozena. et Musobole. et quantum ad ipsam curtem pertinet».
Nel 1259, in seguito a una divisione di beni e diritti tra Giovanni e Oberto di Rivarolo dei conti di San Martino, le terre e i beni di Ozegna furono assegnati a quest'ultimo.
La più antica citazione sul castello, la troviamo invece nel «De bello canepiciano» scritto da  Pietro Azario nel 1363; qui viene nominato, per la prima volta, il castellum di Ozegna, come appartenente ai Conti di Biandrate, insieme con il Castello di San Giorgio, Castello di Orio, Caluso, San Benigno, Volpiano con castello, Castello di Brandizzo, Borgo di San Giorgio, Castello di Cuceglio, Castello di Foglizzo, Castello di Montalenghe.
Da questo momento la storia di Ozegna e la storia del suo Castello sono un tutt'uno.
Una successiva citazione del Castello la troviamo in un documento del 1373 (Archivio di Stato di Torino) con cui Amedeo VII, conte di Savoia, investe Giacomo di San Giorgio, conte di Biandrate della metà “de’ castelli e luoghi di San Giorgio e Ozegna”.
Erano anni di continue guerre e gli abitanti di Ozegna chiesero protezione al conte Gottifredo di Biandrate, che dimorava nel vicino Castello di San Giorgio, che accetto, obbligandosi gli Ozegnesi, (come scrive, nel 1845, Goffredo Casalis) "di ampliare il castello, di erigere un fortalizio e di dotarlo di valide mura, come fecero essi appunto nell'anno 1432... Tra le opere di fortificazione che vennero eseguite, eravi un alto portone con ponte levatojo, che poi servì di campanile e di albo pretorio. sorgeva esso appunto nel luogo, dove ora s'innalza la facciata della nuova chiesa parrocchiale" (qui va precisato che il Casalis è impreciso in quanto le opere di fortificazioni che lui cita nel Dizionario storico-geografico e più precisamente il portone e il ponte levatoio non possono essere riferiti al Castello ma all'intero Recetto, non essendo coerenti con le antiche mappe catastali di Ozegna).
Ma tutto questo lavoro non servì a nulla, perché nell'anno seguente (1433), nell'ambito della ennesima guerra che vedeva coinvolti i Visconti di Milano,  il Ducato di Savoia e il Marchesato del Monferrato, essendo i conti di Biandrate alleati del marchese del Monferrato, il duca Amedeo VIII di Savoia mandò il condottiero Teobaldo d’ Avanchier, a espugnare il Castello di Ozegna.
Fatta la pace tra Savoia e Monferrato, Ozegna fu ceduto ai Savoia che investirono del feudo il condottiero Teobaldo con tutti i "bona mobilia que in castro Osagnie tempore captionis eiusdem inventa fuerunt".
Nel 1473, Lodovico Eusebio e Claudio, figli di Teobaldo, vendettero Il feudo di Ozegna a Jacopo dei conti S. Martino di Agliè, scudiero del duca Lodovico di Savoia.
Nel 1586 Francesco Bernardino dei conti di San Martino ottenne che il feudo di Ozegna divenisse una Contea, assumendo il titolo di conte; titolo che poi passò al figlio Gaspare e poi, al figlio di quest’ultimo Bonifacio che è importante ai fini della storia del Castello.
Bonifacio dei conti di San Martino e Conte di Ozegna, che «fu nelle armi di grande valore e nella trattazione di negozi di grande prudenza. Il Duca (Carlo Emanuele I di Savoia) lo mandava suo Ambasciatore presso la corte di Madrid, quindi all’Imperatore, e poi al papa Innocenzo IX » è l’autore, intorno al 1595, dell'ampliamento apportato al Castello, per renderla una confortevole «residenza signorile» nell'aspetto attuale.
Bonifacio, come Ambasciatore del Ducato di Savoia, fu sicuramente spettatore di importanti momenti della fine della «Guerre di Religione» che si concluse con l’abiura dal protestantesimo da parte di Enrico IV di Borbone («Parigi val bene una messa»), avvenuta nel 1593,  e la sua successiva incoronazione a re di Francia, avvenuta nel 1594.
Le due scene (abiura e incoronazione), insieme con altre scene riferite a quel periodo di guerra in Francia, si trovano affrescate nelle pareti del salone del piano nobile del Castello, dal che si può presumere che Bonifacio, rientrato in patria dopo le sue attività di ambasciatore, abbia abbellito il Castello, per trasformarlo in residenza e abbia voluto affrescarlo con scene di avvenimenti a cui aveva partecipato, da parte di maestranze fiamminghe, comprensibile dallo stile degli affreschi.
Alla morte del Conte di Bonifacio, senza figli maschi, il Castello e il titolo fu ereditato dalla figlia Elisabetta che aveva sposato Conte Faraone Solaro dei conti di Moretta.
Interessante, relativamente a tale eredità, è che essa fu permessa di una specifica patente, che Carlo Emanuele I di Savoia aveva concesso "al Conte Bonifacio di San Martino e dei signori di Agliè e Ozegna, cavaliere della Gran Croce della religione dei santi Maurizio e Lazzaro, di poter trasmettere in feudo di Ozegna alle figlie femmine in mancanza di eredi maschi".
Il Castello fu però di fatto abbandonato e incominciò un lento e lungo declino, che ha avuto però il pregio di evitare interventi successivi distruttivi, come purtroppo successo a molti altri castelli del Canavese.
Nel 1764 fu ceduto a Carlo Emanuele III di Savoia, passò poi, per asse ereditario, ai Savoia, Duchi di Chiablese e da questi ai Duchi di Savoia-Genova.
Nel 1845 Goffedo Casalis, nel suo Dizionario storico-geografico già citato, così lo descrive: "In Ozegna sta tuttora in piè un vecchio castello, con doppia galleria a soffitto. con tre torri quadrale guarnite di merli verso tramontana, e con un'altra rotonda sul davanti, con fregi in rilievo sui mattoni delle fasce dell'edifizio, e di qualche finestra a sesto acuto, con entro sale spaziose, in cui si vedono cammini amplissimi, ed a forme bizzarre, con volte rabescate, e con impiallacciature, dove si scorgono ancora dipinti che rappresentano alcuni fatti di storia illustrati con leggende, di cui ancora esiste qualche brano. Tutto questo edifizio è ora pressoché abbandonato, perché minaccia rovina; e più non serve che di casa rustica per masserizia e per granai".
Nel 1868 Antonino Bertolotti, nel suo Passeggiate nel Canavese, lo descrive allo stesso modo, ma aggiunge: "Era questo castello munito di sotterranei, che passando sotto l'alveo dell'Orco, secondo alcuni, comunicava con i castelli di Rivarolo". In effetti, durante i lavori di restauro del 2002-2007, nel fossato prospiciente la facciata a lato est, fu scoperto l'ingresso di un cunicolo, di altezza d'uomo, rivestito in mattoni, che sicuramente portava fuori dal castello, come via di fuga.
Nel 1964 Filiberto di Savoia, duca di Genova lo vendette a un privato del posto, che lo cedette, nel 2001 all'attuale proprietario.
Il Castello è stato dichiarato, in data 4.10.1965, dal’allora Ministero della Pubblica Istruzione (competenze oggi in capo al Ministero dei Beni Culturali) di importante interesse storico-artistico e pertanto sottoposto alle disposizioni di legge che tutelano detti beni.
Nell'anno 2002, sotto il controllo della Soprintendenza ai Beni Monumentali, si è avviato un importante lavoro di "restauro strutturale" e "restauro conservativo degli esterni" (già completati) e di "restauro conservativo degli interni" e "recupero funzionale" (al 2017 solo progettati e approvati dalla Soprintendenza).

## Il castello oggi
Il Castello oggi si presenta in una dimensione ridotta rispetto a quella che Il Dizionario storico-geografico, già citato, indica come estensione a seguito dei lavori di ampliamento del 1432; verrebbe da pensare che, espugnato il Castello nel 1433, siano state demolite tutte le parti che potevano costituire "difesa". 

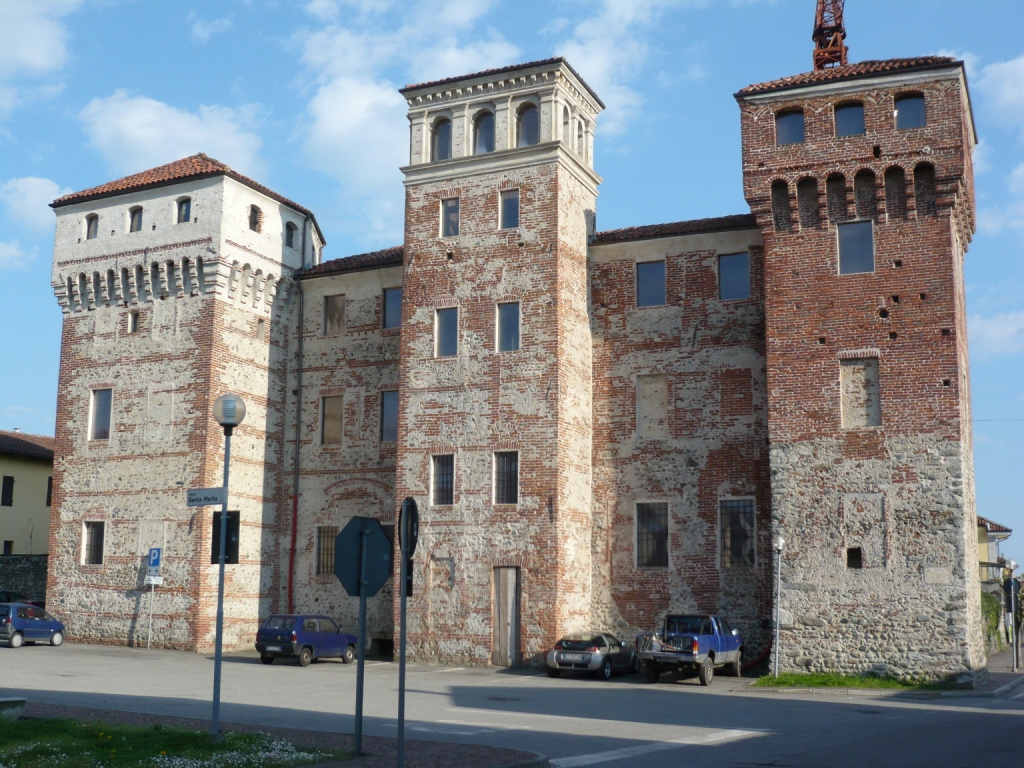
Lato nord con le tre torri

Oggi il castello ha una forma a elle rovesciata "Γ"  ovest-est-sud:
sulla manica Est-Ovest abbiamo, visto dal lato nord del Castello:
- La torre quadrangolare medioevale (sull'angolo nord-est), molto massiccia, che conserva ancora il suo aspetto difensivo.
- La torre quadrangolare sul lato nord (tra le due torri medioevali) in stile rinascimentale, costruita nel 1595, per poter alloggiare, al suo interno, il nuovo scalone di collegamento tra i vari piani, che si andava ad aggiungere alla preesistente scale elicoidale medioevale;
- La torre quadrangolare medioevale (sull'angolo nord-ovest), che ha una impostazione, specie nelle caditoie, identica a quella della Torre di nord-est, ma molto più leggera ed elegante, sicuramente meno antica di quella di nord-est
- Tra la torre di nord est e quella centrale, si intravede un grande arco tamponato, che potrebbe far presumere che, in origine, il castello avesse il suo ingresso, da lato nord, con ponte levatoio, indipendente quindi dall'ingresso del ricetto, che era ubicato sul lato sud.

sulla manica Nord-Sud abbiamo:

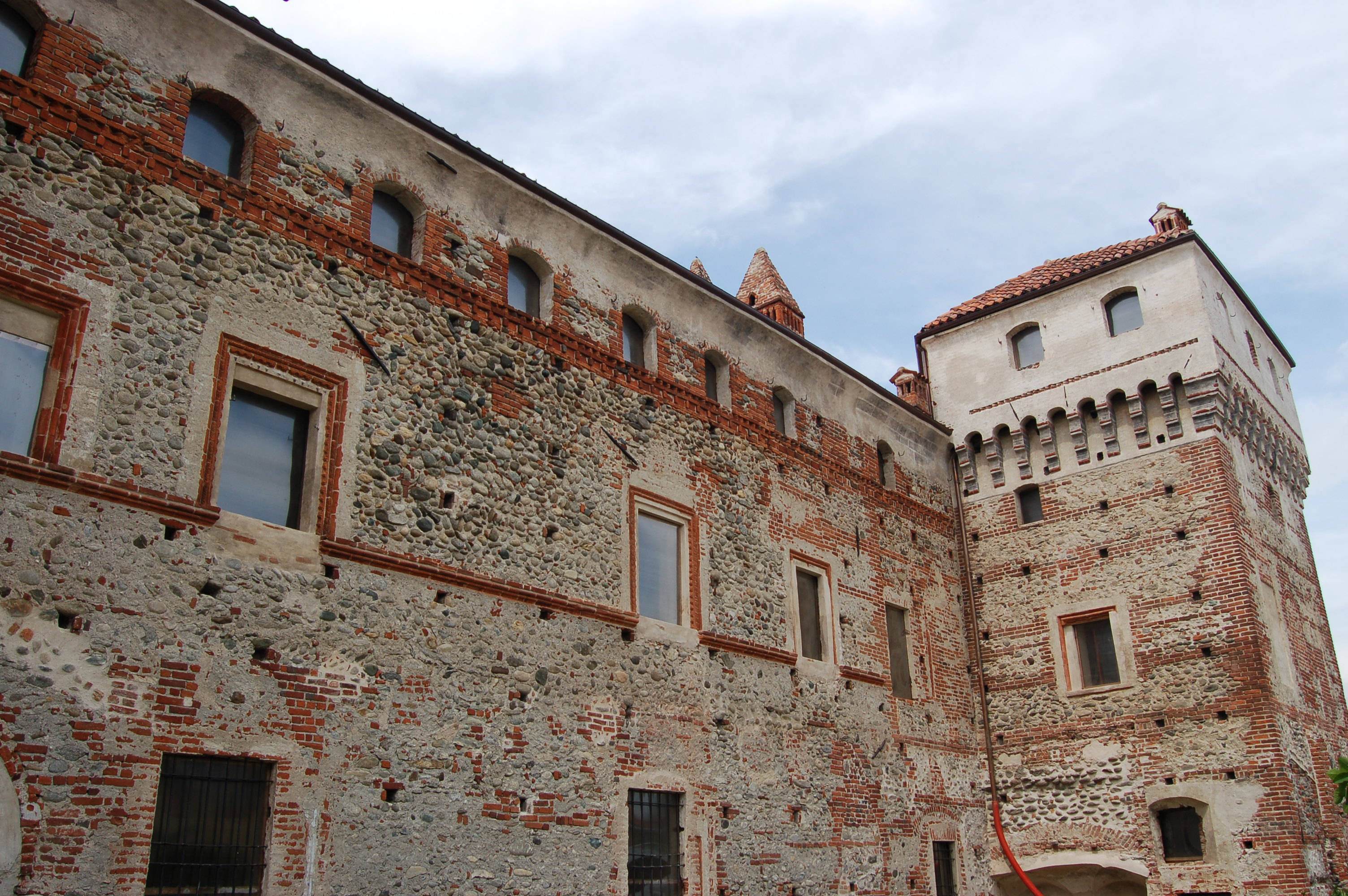
Manica nord-sud vista da est con torre di nord-est.

- ῍a lato est, ampi finestroni tipici dei castelli lombardi del XV secolo, Torre sud.

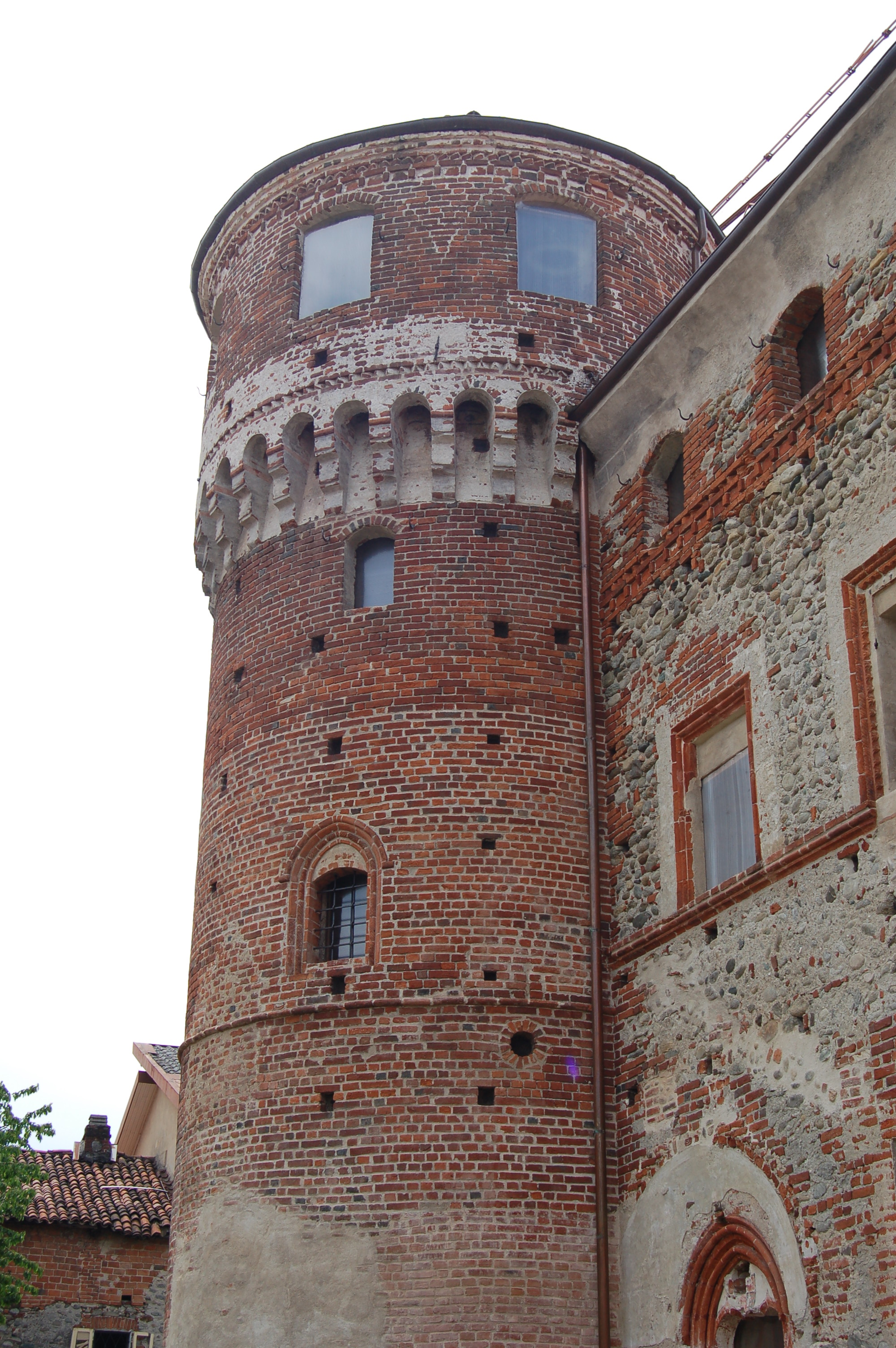
Torre sud.

- a lato ovest, un elegante loggiato rinascimentale con quattro colonne, sopra il quale è posta una balconata lignea
- a lato sud una torre tonda medioevale, molto massiccia, con l'impostazione delle caditoie identica a quella della torre di nord-est, dal che si può presumere che risalgono alla stessa epoca costruttiva; torre in cui sono evidentissimi i merli alla ghibellina, poi tamponati quando la torre fu coperta.

All'interno, sia al piano terra sia al piano nobile vi sono dei maestosi camini che, nelle forme a noi arrivate, sono sicuramente del tempo dell'abbellimento eseguito dal conte Bonifacio.

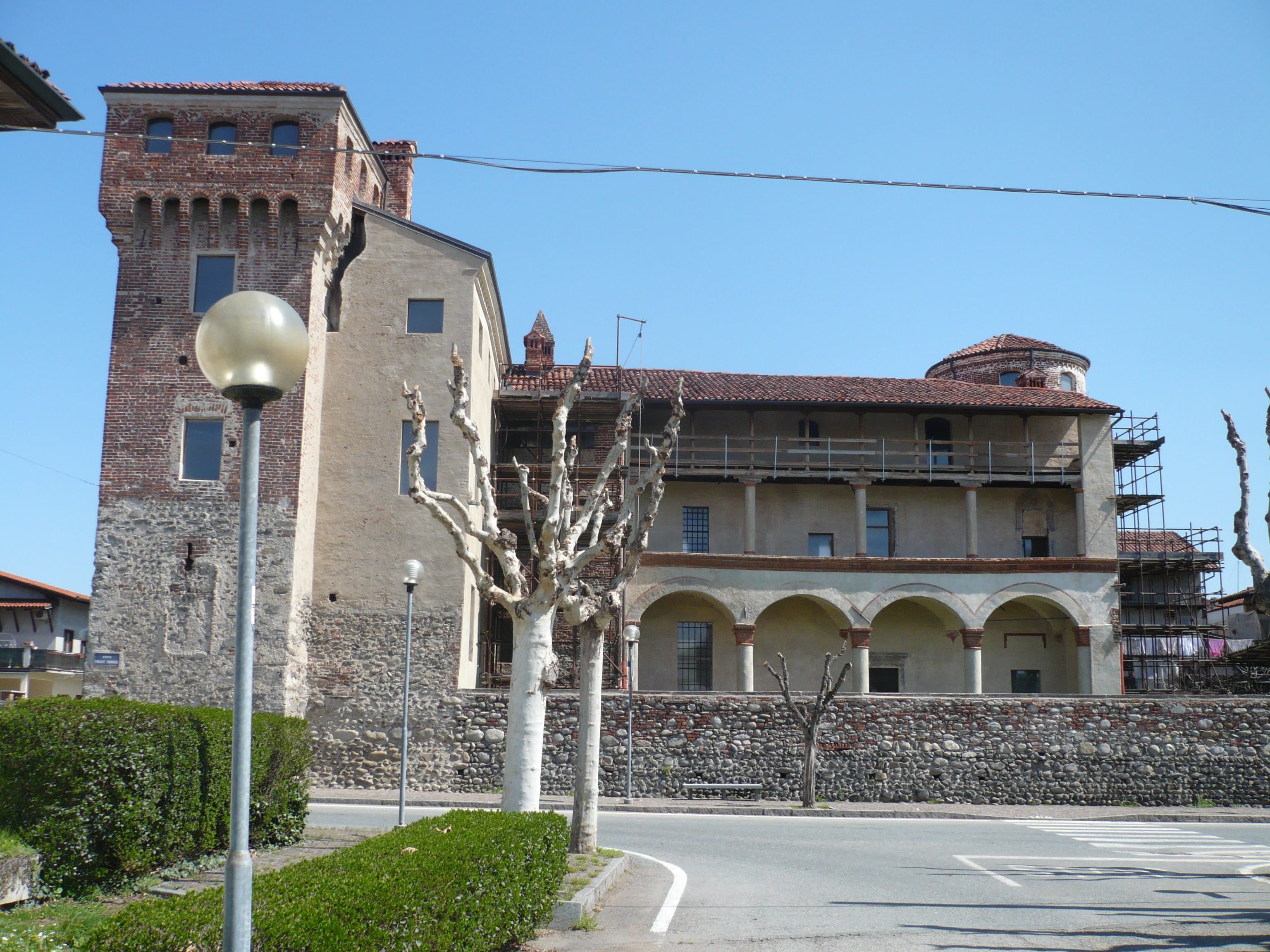
Manica nord-sud vista da ovest.

Storicamente importanti sono gli affreschi fatti realizzare dal Conte Bonifacio, alcuni ancora quasi perfetti, altri, purtroppo in pessimo stato; tra questi, quelli già citati relativi agli avvenimenti a cui il conte Bonifacio aveva partecipato.
Molto interessante uno "studiolo" ubicato nel piano nobile decorato a grottesche, a dimostrazione di come questa tecnica, sviluppatasi a partire dal 1480, dopo la scoperta della Domus Aurea di Nerone, si sia poi diffusa in tutta l'Italia, per arrivare, cento anni dopo in un castello del Canavese.
La struttura del loggiato e parti delle decorazioni in cotto ivi presenti sono state riprodotte nella cosiddetta "Casa di Ozegna" al Borgo Medioevale di Torino realizzato da Alfredo d'Andrade.

## Le fasi costruttive del Castello

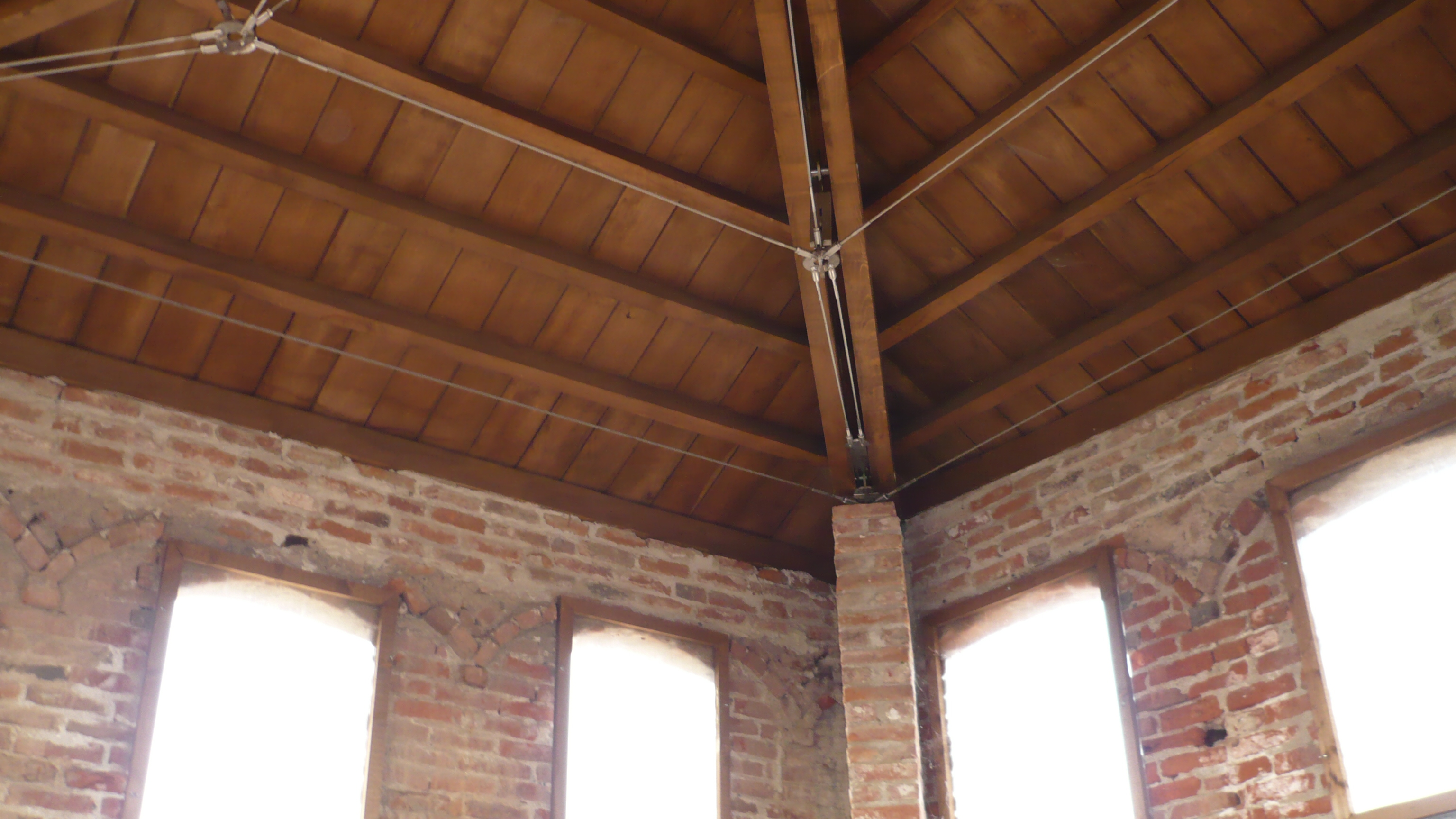
Interno della Torre di nord-ovest con dettaglio merli tamponati.

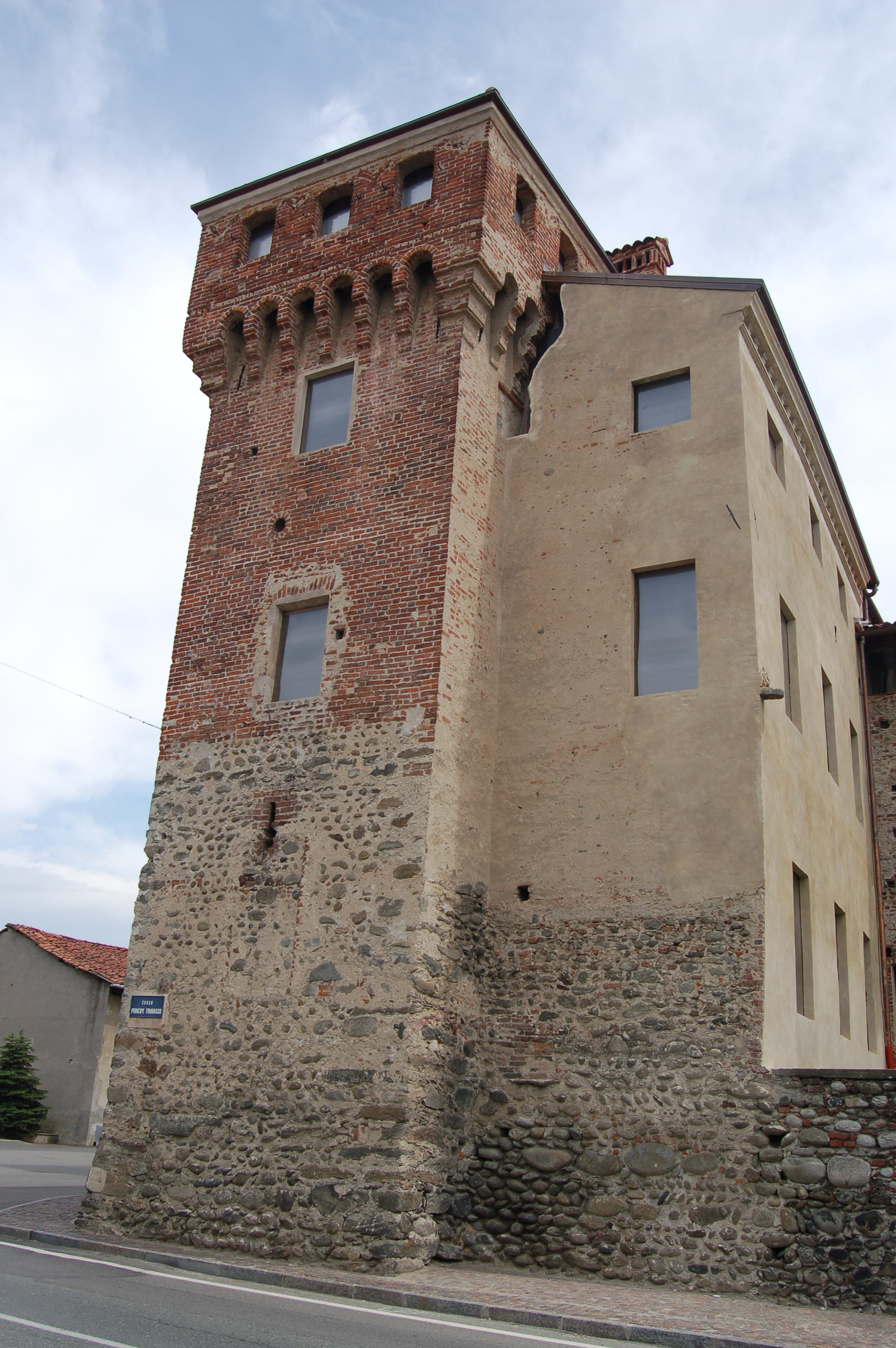
Torre di nord-ovest.

Nella torre di Nord-Ovest si può leggere, in modo molto evidente, le varie fasi costruttive del Castello:
- FASE 1: la parte bassa della torre, in ciottolo di fiume, costituiva la torre di Nord-Ovest dell'intero Recetto fortificato di Ozegna (circa XIII secolo);

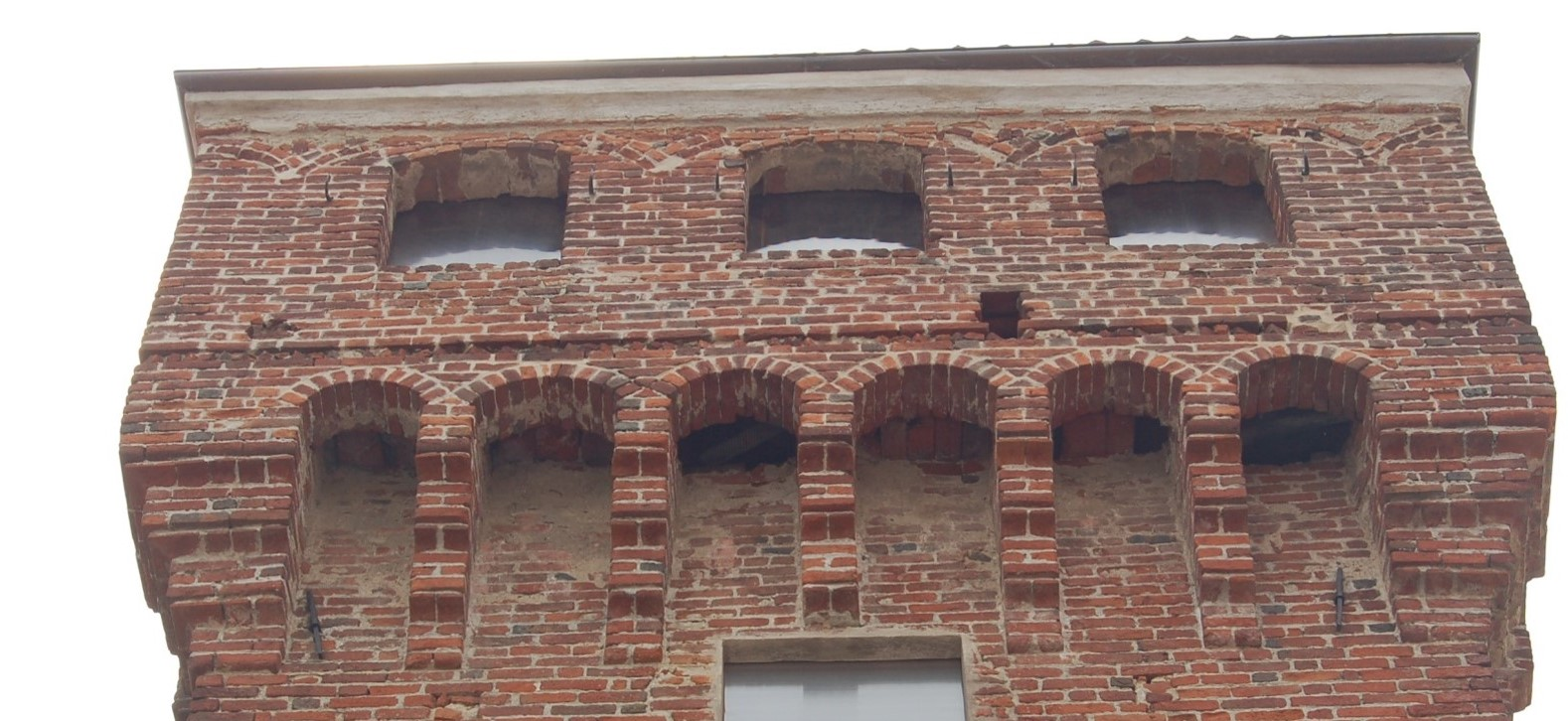
Torre di nord-ovest con dettaglio. merli tamponatI

- Torre di nord-ovest con dettaglio. merli tamponatIFASE 2: la parte alta della torre con le caditoie e la merlatura alla ghibellina, è una sopraelevazione in mattoni, potrebbe essere antecedente al 1363, se risale all'epoca della costruzione del Castello, ma è più probabile che essa sia stata ricostruita dopo l'espugnazione del Castello del 1433;
- FASE 3: la tamponatura della merlatura, che si vede molto bene nelle due foto di destra, risale al 1595, realizzata dal Conte Bonifacio, insieme con una copertura andata poi distrutta; così come il corpo di fabbrica affiancato alla torre;
- FASE 4: Il rifacimento della copertura, in legno lamellare e acciaio, ha fatto parte dei lavori di restauro. ed è realizzato, nel 2006, su progetto approvato dalla soprintendenza, (essendo la precedente copertura del 1595, completamente distrutta). Piuttosto che fare un "falso antico" i progettisti hanno preferito proporre uno stacco completo di tecnica costruttiva.